# Kabelano Charity Cup
La Kabelano Charity Cup és una competició de futbol de Botswana que es disputa a partit únic. Fou creada el 1996 i la participació en aquesta competició es decideix per invitació o per vot públic.

## Historial
Font:
Orange Kabelano Charity Cup
- 1996: Extension Gunners (Lobatse)
- 1997: Mochudi Centre Chiefs
- 1998: Extension Gunners (Lobatse)
- 1999-00: no es disputà
- 2001: Extension Gunners (Lobatse)
- 2002: Township Rollers (Gaborone) 1-0 Notwane FC (Gaborone)
- 2003: Gaborone United
- 2004: Township Rollers (Gaborone) 1-0 Extension Gunners (Lobatse)
- 2005: Mochudi Centre Chiefs 2-0 Extension Gunners (Lobatse)
- 2006: Township Rollers (Gaborone) 4-2 Notwane FC (Gaborone)
- 2007: Notwane FC (Gaborone) 3-1 Mochudi Centre Chiefs [pròrroga]
- 2008: Centre Chiefs (Mochudi) 2-0 ECCO City Green
- 2009-12: no es disputà o desconegut

Barclays Kabelano Charity Cup
- 2013: Mochudi Centre Chiefs 2-0 Extension Gunners (Lobatse)
- 2014: Township Rollers (Gaborone) 1-1 (6-5 pen) Mochudi Centre Chiefs
- 2015-17: no es disputà

BTC Charity Cup
- 2018: Gaborone United 1-1 (5-4 pen) Township Rollers